# 己烷雌酚
己烷雌酚（英語：Hexestrol，也称为己雌酚）是一种非甾体类雌激素，过去曾用于一些婦科疾病和激素依赖性癌症的激素替代療法治疗，现已不再使用。